# 얀 프로데노
얀 프로데노(독일어: Jan Frodeno, 1981년 8월 18일~)는 독일의 트라이애슬론 선수이다. 2008년 하계 올림픽에서 트라이애슬론 남자부 금메달을 획득했다.

## 개인사
2013년에 오스트레일리아의 여자 트라이애슬론 선수이자 2008년 하계 올림픽 여자부 금메달리스트인 에마 스노실과 결혼했다.